# ألبرت إرنست رادفورد
ألبرت إرنست رادفورد (بالإنجليزية: Albert Ernest Radford)‏ هو عالم نبات أمريكي، ولد في 25 يناير 1918 في أوغستا في الولايات المتحدة، وتوفي في 12 أبريل 2006 في كولومبيا في الولايات المتحدة.